# Tonto (personagem)
Tonto é um indígena estadunidense (comanche ou potawatomi) fictício, companheiro do Lone Ranger, criado por George W. Trendle e Fran Striker para um programa de rádio e adaptado para o cinema, histórias em quadrinhos e uma série de televisão. Em espanhol e em português, a palavra "tonto" significa estúpido. Na dublagem em espanhol, o nome do personagem foi alterado para "Toro".